# Sep Vanmarcke
Sep Vanmarcke (nascido em 27 de julho de 1988) é um ciclista de estrada profissional belga que alinha para LottoNL - Jumbo, equipe belga de categoria UCI ProTeam.

## Carreira
Vanmarcke nesceu em Courtrai. Fez sua estreia como profissional em 2008, com a equipe de seu país Davitamon-Lotto. Depois de passar pelo Topsport Vlaanderen-Mercator, em 2011 assina contrato com equipe norte-americana Garmin-Cervelo e em 2013 se juntou a Blanco Pro Cycling, equipe holandesa com a qual permanece na atualidade sob o nome de Lotto NL-Jumbo.

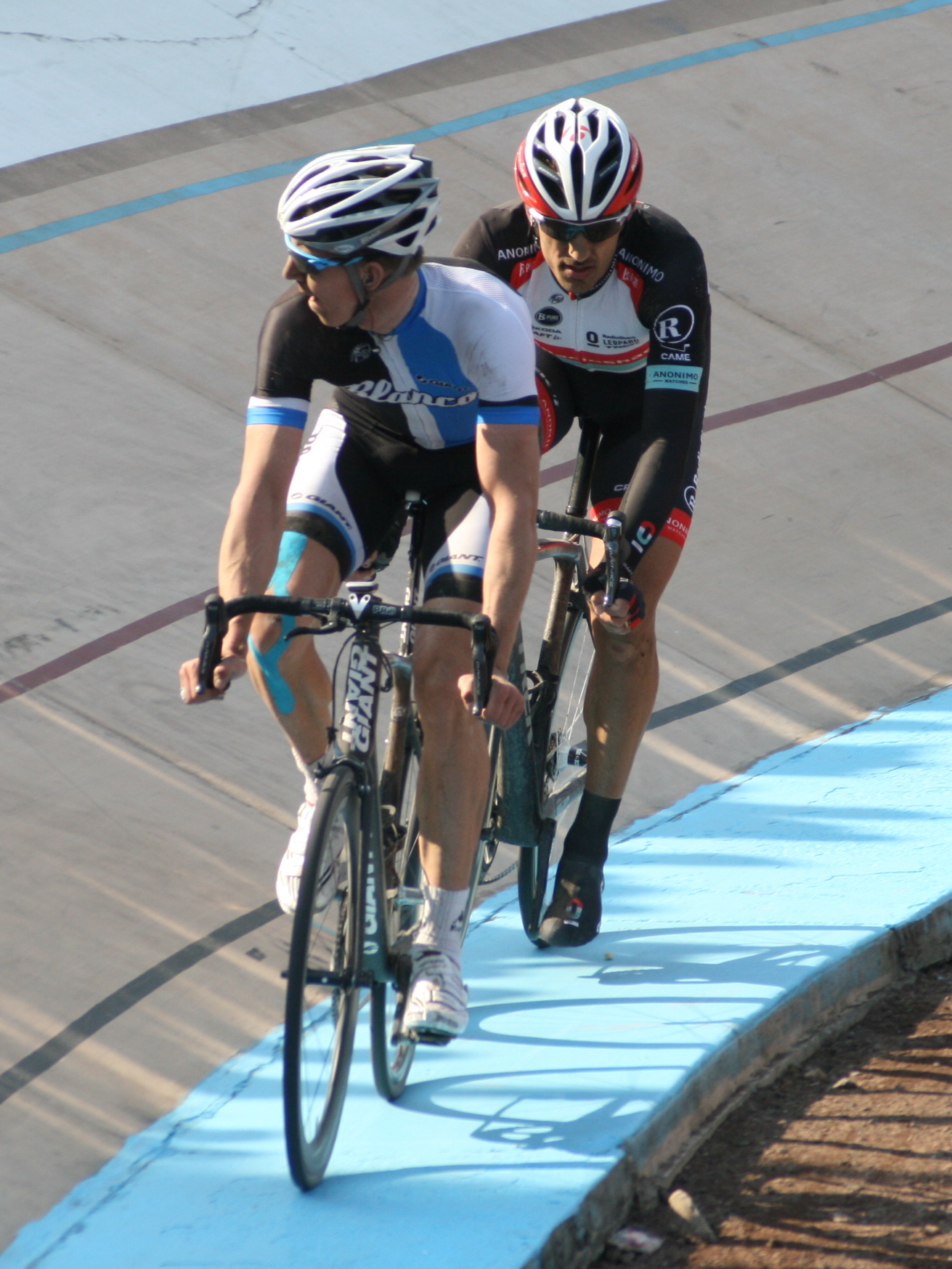
Vanmarcke e Fabian Cancellara no clímax da Paris-Roubaix 2013.

É um especialista nas clássicas de Flandres, nessas corridas clássicas tem alcançado resultados notáveis, como o segundo lugar na  Gante-Wevelgem 2010 e na Paris-Roubaix 2013. Para a temporada 2014, ele conseguiu ratificar seu nível, quando subiu ao pódio na Volta à Flandres ao terminar em terceiro lugar e novamente teria um grande desempenho na Paris-Roubaix, passando a linha de chegada na quarta posição.